# Чокенешть (Бузеу)
Чокенешть, Чокенешті (рум. Ciocănești) — село у повіті Бузеу в Румунії. Входить до складу комуни Козієнь.
Село розташоване на відстані 103 км на північ від Бухареста, 31 км на північний захід від Бузеу, 119 км на захід від Галаца, 79 км на південний схід від Брашова.

## Населення
За даними перепису населення 2002 року у селі проживала 71 особа, усі — румуни. Усі жителі села рідною мовою назвали румунську.